# Rauma (Finlande)
Pour les articles homonymes, voir Rauma.
Rauma (Raumo, en suédois) est une ville située au sud de la province de Satakunta, sur la rive orientale de la mer de Botnie. Positionnée à 94 kilomètres au nord de Turku et à 50 kilomètres au sud de Pori, la ville a su tirer parti de sa situation centrale dans les échanges avec l'occupant suédois entre le Moyen Âge et le début du XIXe siècle, grâce notamment à son port, théâtre d'un commerce florissant.
Le territoire administratif de Rauma compte environ 40 000 habitants pour un bassin de population de 70 000 âmes en comptant les communes voisines d'Eurajoki, Köyliö et Säkylä.

## Histoire
Au XIVe siècle, avant d'être déclarée ville, Rauma disposait d'un monastère franciscain et une église catholique : l'église de la Sainte-Croix.
Rauma a obtenu le statut de ville le 17 mai 1442, alors sous tutorat suédois. Rauma est ainsi la troisième plus ancienne ville de Finlande (la quatrième si l'on compte Vyborg, désormais en Russie). La ville est reconnue dans la Scandinavie pour sa dentelle noire de haute qualité (dont la fabrication commença au XVIIIe siècle) et sa vieille ville : Vanha Rauma, inscrite sur la liste du patrimoine mondial de l'Unesco pour son architecture en bois et ses ruelles sinueuses donnant sur des ateliers artisanaux.
En 1550, on ordonna à la population de la ville de déménager vers Helsinki, ville nouvellement crée, mais cette mesure échoua en partie à cause de l'éloignement des deux villes, mais surtout à cause des rapports privilégiés qu'entretenaient les habitants de la ville grâce au commerce avec la Suède, contrairement à ceux d'Helsinki.
Pratiquement toute la ville de Rauma fut dévastée par les flammes lors des incendies de 1640 et de 1682, la plupart des constructions étant en bois. La vieille ville, par exemple, en comportait plus de 600 de style néo-renaissance, résultat du métissage et de la prospérité que les navigateurs avaient apportée de leurs voyages, désormais perdus.
Dans les années 1890, la commune obtint de la royauté la création d'un collège de professeurs, qui sera plus tard annexé par l'Université de Turku.
Le 25 janvier 1989, la ville de Rauma sera le théâtre de la toute première tuerie en milieu scolaire de l'histoire de la Finlande, un élève alors âge de 14 ans, victime de harcèlement scolaire, ouvre le feu à l'intérieur de l'école secondaire Raumanmeren peruskoulu, deux élèves perdront la vie, lors de ce qu'on appellera la fusillade de l’école de Rauma.
Après la Seconde Guerre mondiale, Rauma se développa en une cité industrielle moderne. Les principaux secteurs étant la construction navale, la fabrication de papier et de pâte à papier, et l'industrie métallurgique. Rauma est aussi le cinquième plus grand port de Finlande avec presque six millions de tonnes en transit tous les ans.

## Géographie
Rauma et la municipalité environnante du Rauman maalaiskunta (commune rurale de Rauma) ont été fusionnées en 1993.
Les communes de Kodisjoki et Lappi ont également fusionné avec Rauma respectivement en 2007 et 2009.

Vue panoramique en journée

Vue panoramique au crépuscule

### Climat
Rauma bénéficie d'un climat de zone boréale méridionale. La température moyenne annuelle est de 5 °C. Février est généralement le mois le plus froid (-5 °C) et juillet, le plus chaud (15,5 à 16,5 °C). Les précipitations annuelles sont d'environ 600 mm à Rauma.

### Démographie
Depuis 1980, l'évolution démographique de Rauma est la suivante, :
| Année      | 1980   | 1985   | 1990   | 1995   | 2000   | 2005   |
| ---------- | ------ | ------ | ------ | ------ | ------ | ------ |
| population | 42 973 | 43 564 | 42 410 | 42 089 | 41 001 | 40 381 |

| Année      | 2010   | 2015   | 2020   |
| ---------- | ------ | ------ | ------ |
| population | 39 715 | 39 954 | 39 015 |

## Vie maritime

### Une place forte du commerce finlandais

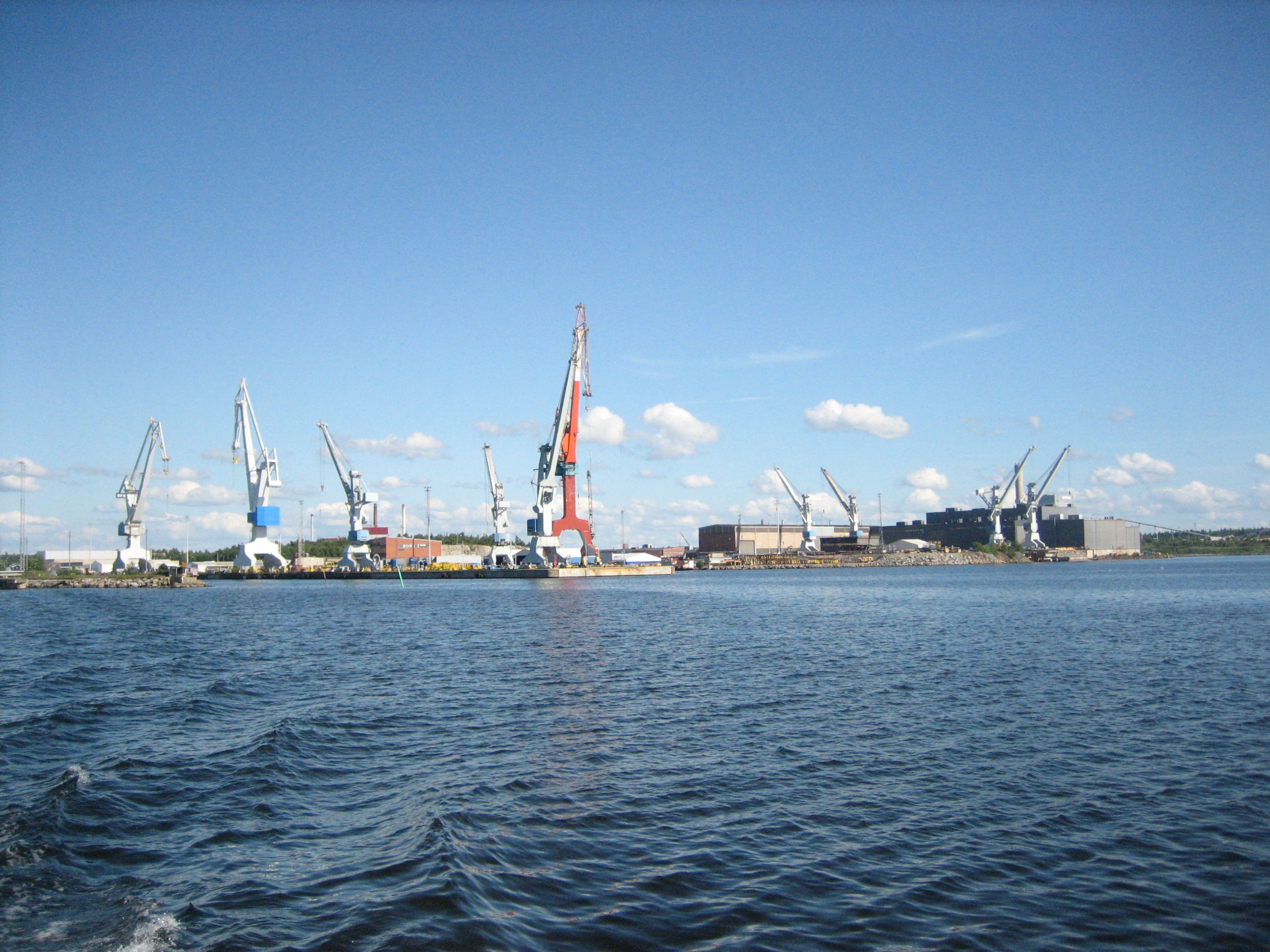
Port de Rauma.

La ville est devenue, au cours des siècles d'influences étrangères, l'un des  ports les plus importants de Finlande.
En 1897, Rauma avait la plus grande flotte de voiliers de Finlande avec un total de 57 vaisseaux. Les marchandises étaient principalement exportées vers l'Allemagne, Stockholm et les pays baltes, obéissant aux règles de la Ligue hanséatique.
Malheureusement, son influence maritime déclina au tournant du XXe siècle et la dernière goélette à voile, le "Uljas" (le "Brave"), fut coulé en 1950 à 40 mètres de profondeur et non loin de l'entrée du port, au cours d'une cérémonie festive.
Le Musée maritime de Rauma (fi) retrace l'histoire de cette place forte du commerce finlandais.

### Archipel côtier de Rauma
L'archipel de Rauma est une zone touristique bien connue dans le pays et, durant l'été, une destination touristique de choix pour les petites embarcations privées.
On peut y trouver l'ancien fort d'artillerie côtière de Kuuskajaskari, l'ancienne île de vacances Reksaari mais aussi le phare de Kylmäpihlaja.

## Administration

### Conseil municipal
Les 43 conseillers municipaux sont répartis comme suit:
| Parti     | Parti                              | Sièges 2021–2025 |
| --------- | ---------------------------------- | ---------------- |
|           | Parti social-démocrate de Finlande | 16               |
|           | Parti de la Coalition nationale    | 10               |
|           | Alliance de gauche                 | 3                |
|           | Vrais Finlandais                   | 6                |
|           | Ligue verte                        | 2                |
|           | Chrétiens-démocrates               | 2                |
|           | Parti du centre                    | 4                |
|           | Mouvement maintenant               | 0                |
| Sources : |                                    |                  |

### Subdivisions de Rauma
Les zones résidentielles de Rauma sont:
| - Äyhö - Haapasaari - Kaaro - Kappelinluhta - Kinno - Kodisjoki - Kolla - Kortela - Kourujärvi - Lajo | - Lappi - Lonsi - Merirauma - Monna - Nihattula - Nummi - Ota - Paloahde - Paroalho - Pirttialho | - Polari - Pyynpää - Sampaanala - Silikallio - Sorkka - Soukainen - Syvärauma - Tarvola - Tarvonsaari | - Tiilivuori - Tuomoniemi - Unaja - Uotila - Uusilahti - Vanha Rauma - Vasarainen - Vermuntila - Voiluoto |

## Lieux et monuments
- Ancienne Rauma
- Église de la Sainte Croix
- Canal de Rauma (fi)
- Ancienne mairie de Rauma
- Place du marché de Rauma (fi)
- Port de Rauma
- Phare de Kylmäpihlaja
- Rauman paperitehdas
- Gare de Rauma

## Culture

### Espéranto
Rauma est connue des espérantophones par le manifeste de Rauma (eo). Lors du 36e congrès international de la jeunesse, un groupe de travail a proposé un texte qui servirait de guide de recommandations pour présenter l’espéranto dans les années 1980. Le texte tentait de redéfinir l’existence et l’utilité de la langue internationale espéranto et a attiré environ 90 signataires jusqu’à la fin de l’année 1980. Ses idées ont été revues lors du manifeste de Prague en juillet 1996.

### Dialecte local
Rauma a son propre dialecte nommé en:Rauma dialect – un dérivé du finnois – qui est plus ou moins sérieusement présenté comme une véritable langue. Ce dialecte comprend des mots de suédois et d'anglais, dû à son héritage maritime passé et tend à disparaître progressivement aujourd'hui au profit du finnois dans la vie de tous les jours, mais reste assez activement étudié (principalement par Frans Hjalmar Nortamo) et pratiqué comme un loisir. Par ailleurs la mairie a décidé de transcrire tous ses documents administratifs dans ce dialecte afin de le préserver de l'oubli.
La ville est le centre de différentes manifestations culturelles :

### Événements culturels

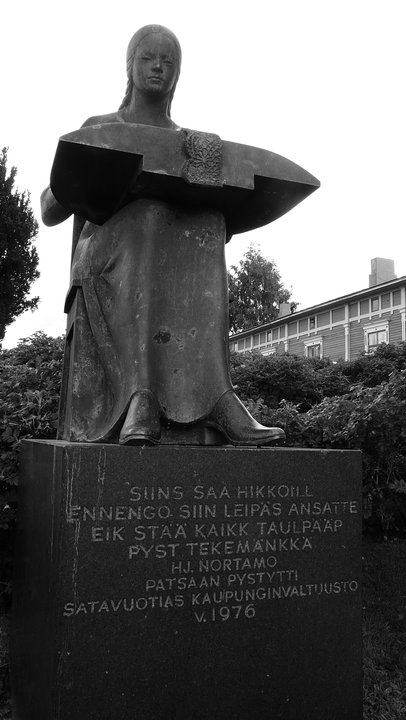
Cette statue située dans la vieille ville rend hommage aux dentellières (dentelle au fuseau), qui ont fait la renommée de Rauma.

- Blue Sea Film Festival[8] : un festival annuel de cinéma se déroulant sur un week-end à la fin du mois d'août. Les films, courts-métrages et documentaires divers présentés sont aussi bien finlandais qu'étrangers, les thèmes abordés sont très divers. Le festival, qui accueille des professionnels et des amateurs et récompense certains courts-métrages, est bien connu dans les pays nordiques.
- Raumanmeren Juhannus[9] : (Midsummer rock festival de Rauma) le plus grand festival de musique pop / rock / électro de Finlande. Il se déroule pendant le week-end de la Saint-Jean, fin juin, sur la plage au bord de la mer Baltique, à proximité du camping municipal. Il réunit aussi bien des groupes internationaux très connus que des artistes finlandais à la mode.
- Pitsiviikko[10] : une semaine de célébrations culturelles diverses (expositions, ateliers) consacrée à la dentelle au fuseau, dont la tradition est très implantée dans la ville de Rauma. Le vendredi de cette semaine de la dentelle donne lieu à une sorte de carnaval où la dentelle noire est à l'honneur, portée en gants, robes, voiles par les femmes et en pochette par les hommes. Depuis quelques années, les habitants du Vieux Rauma organisent pendant cette semaine une opération "portes ouvertes" dans les magnifiques cours intérieures de ces charmantes petites maisons en bois dont certaines ont près de 200 ans. La tradition des cours intérieures cachées à l'abri de hauts portails en bois date de la création de la ville, alors que les loups étaient encore présents en nombre dans toute l'Europe. Les maisons étaient construites en forme de L ou de U avec au centre donc, la cour fermée par un haut portail peint aux couleurs de la maison et sculpté de manière plus ou moins sophistiquée (chaque portail est unique). Les habitants du Vieux Rauma et leurs animaux (il y avait des étables, des écuries, des poulaillers dans les bâtiments annexes situés sur les propriétés) étaient dès lors en sécurité.

## Économie

### Industries
Les principaux secteurs industriels de Rauma sont : la construction navale, la fabrication de papier et de pâte à papier par l'entreprise UPM, et l'industrie métallurgique.
Le groupe Oras est un important fournisseur européen de robinetterie basé à Rauma.
La Centrale nucléaire d'Olkiluoto située sur le territoire de la municipalité voisine d'Eurajoki est l'un des plus importants employeurs de la région. Un réacteur de type EPR est actuellement en construction par le consortium AREVA-Siemens, on peut noter la présence d'un certain nombre d'expatriés, dont certains d'origine française, venus travailler sur le chantier d'Olkiluoto.

### Principales entreprises
En 2021, les principales entreprises de Savonlinna par chiffre d'affaires sont :
| Société                           | C.A.   |
| --------------------------------- | ------ |
| Kongsberg Maritime Finland Oy     | 220 M€ |
| Rauma Marine Constructions Oy     | 186 M€ |
| Osuuskauppa Keula                 | 152 M€ |
| Oras Oy                           | 127 M€ |
| Raumaster Oy                      | 122 M€ |
| Forchem Oyj                       | 105 M€ |
| RTK-Palvelu Oy                    | 101 M€ |
| Kivikylän Kotipalvaamo Oy         | 84 M€  |
| Länsirannikon Koulutus Oy WinNova | 50 M€  |
| BMH Technology Oy                 | 49 M€  |

### Employeurs
En 2021, les plus importants employeurs privés de Savonlinna sont:
| Employeur                         | Employés |
| --------------------------------- | -------- |
| RTK-Palvelu Oy                    | 2387     |
| Länsirannikon Koulutus Oy WinNova | 529      |
| Oras Oy                           | 518      |
| Kongsberg Maritime Finland Oy     | 507      |
| RTK-Henkilöstöpalvelu Oy          | 417      |
| Kivikylän Kotipalvaamo Oy         | 357      |
| Euroports Rauma Oy                | 291      |
| Raumaster Oy                      | 281      |
| Sorcolor Oy                       | 235      |
| Rauma Marine Constructions Oy     | 182      |

## Transports

### Routiers
Rauma est traversée par la route nationale 12 et la route nationale 8.

### Ferroviaires
La ligne Rauma-Kokemäki assure le transport de marchandises.

### Maritimes
Le port de Rauma est l'un des plus importants de Finlande pour le transport de marchandises.

## Sports
Le Rauman Lukko - dont le nom est tiré d'un jeu de mots tirés des meutes de loups (Susilauma) régulièrement présents dans les environs ainsi que de la serrure (Lukita) signifiant son impassibilité - est un club professionnel de hockey sur glace fondé en 1936 et réputé pour la qualité de son centre de formation. Le club évolue en SM-Liiga, et joue ses matchs au Kivikylän Areena.

### Jumelages
Les villes jumelles de Rauma sont:
| Ville | Ville        | Pays | Pays     |
| ----- | ------------ | ---- | -------- |
|       | Gjøvik       |      | Norvège  |
|       | Gävle        |      | Suède    |
|       | Kaposvár     |      | Hongrie  |
|       | Kolpino      |      | Russie   |
|       | Næstved (en) |      | Danemark |
|       | Zhuhai       |      | Chine    |

## Personnalités

### Politique
- Sauli Ahvenjärvi,
- Leea Hiltunen,
- Einari Jaakkola,
- Aulis Juvela,
- Reijo Kallio,
- Olavi Kämäräinen,
- Kristiina Salonen,
- Timo Soini,

### Culture
- Ralf Gothóni,
- Markku Lehmuskallio,
- Heikki Liimatainen,
- Kirsi Ylijoki,

## Galerie

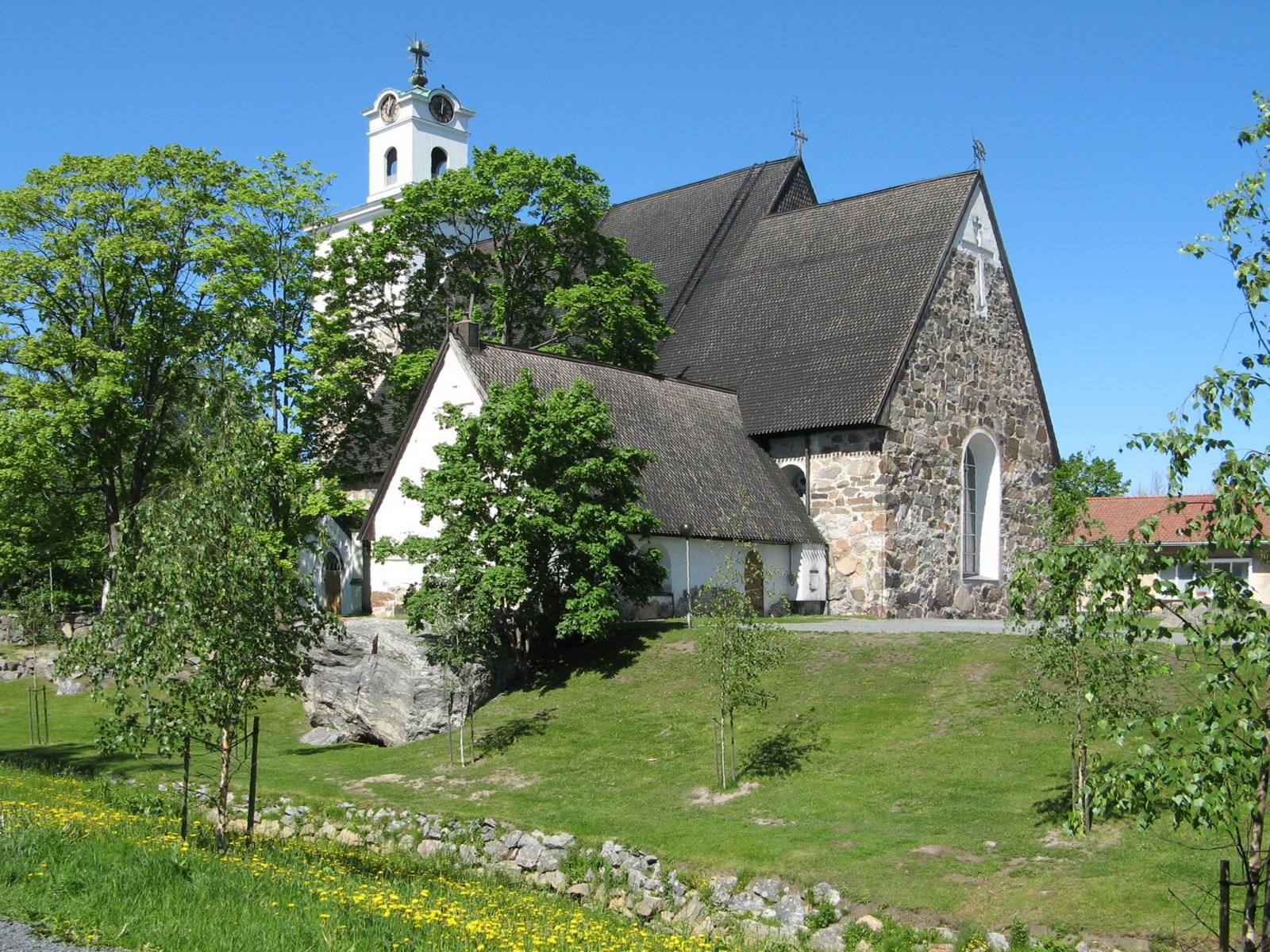
Église de la Sainte-Croix.
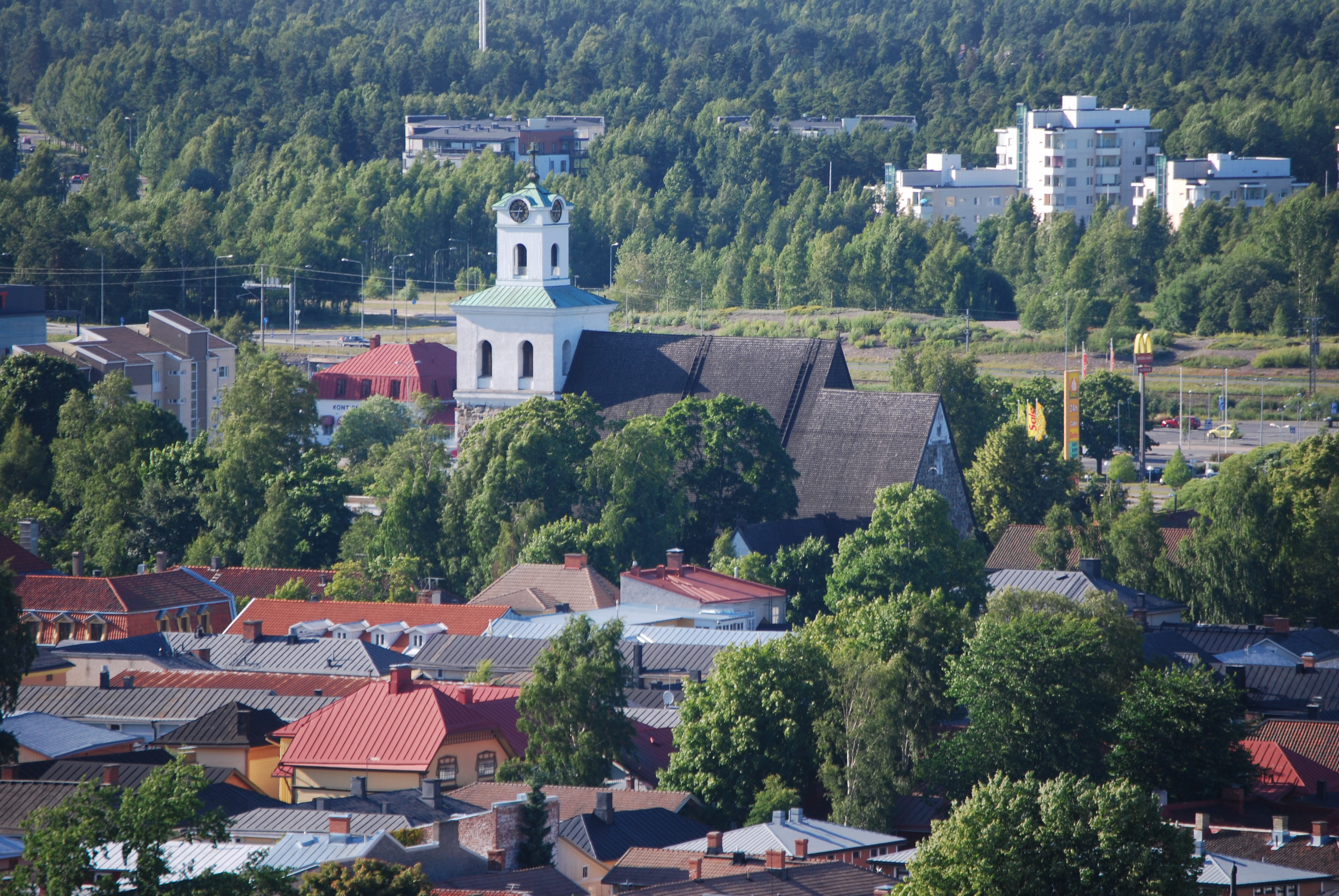
L'Église de la Sainte-Croix vue du château d'eau.
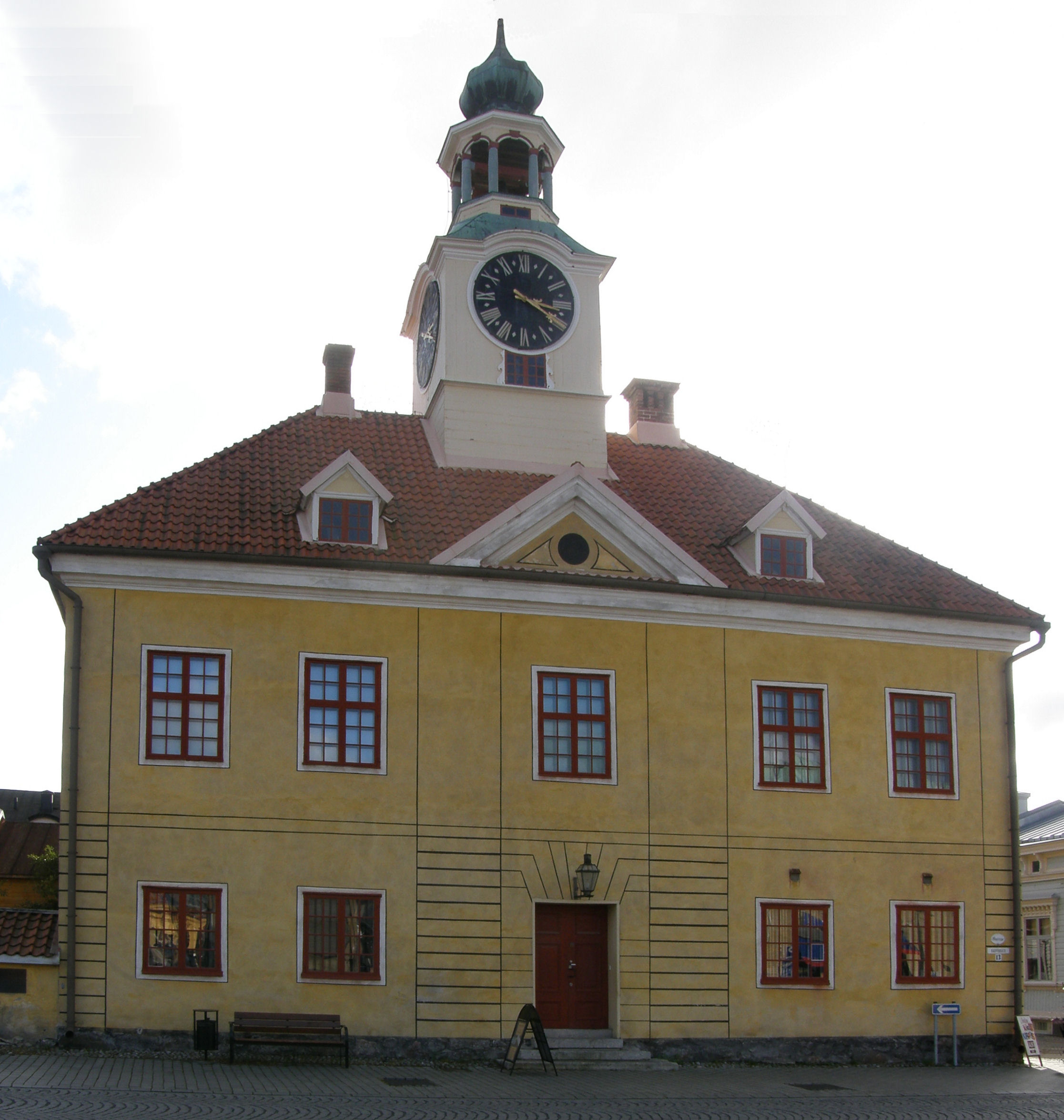
L'ancienne mairie de Rauma.
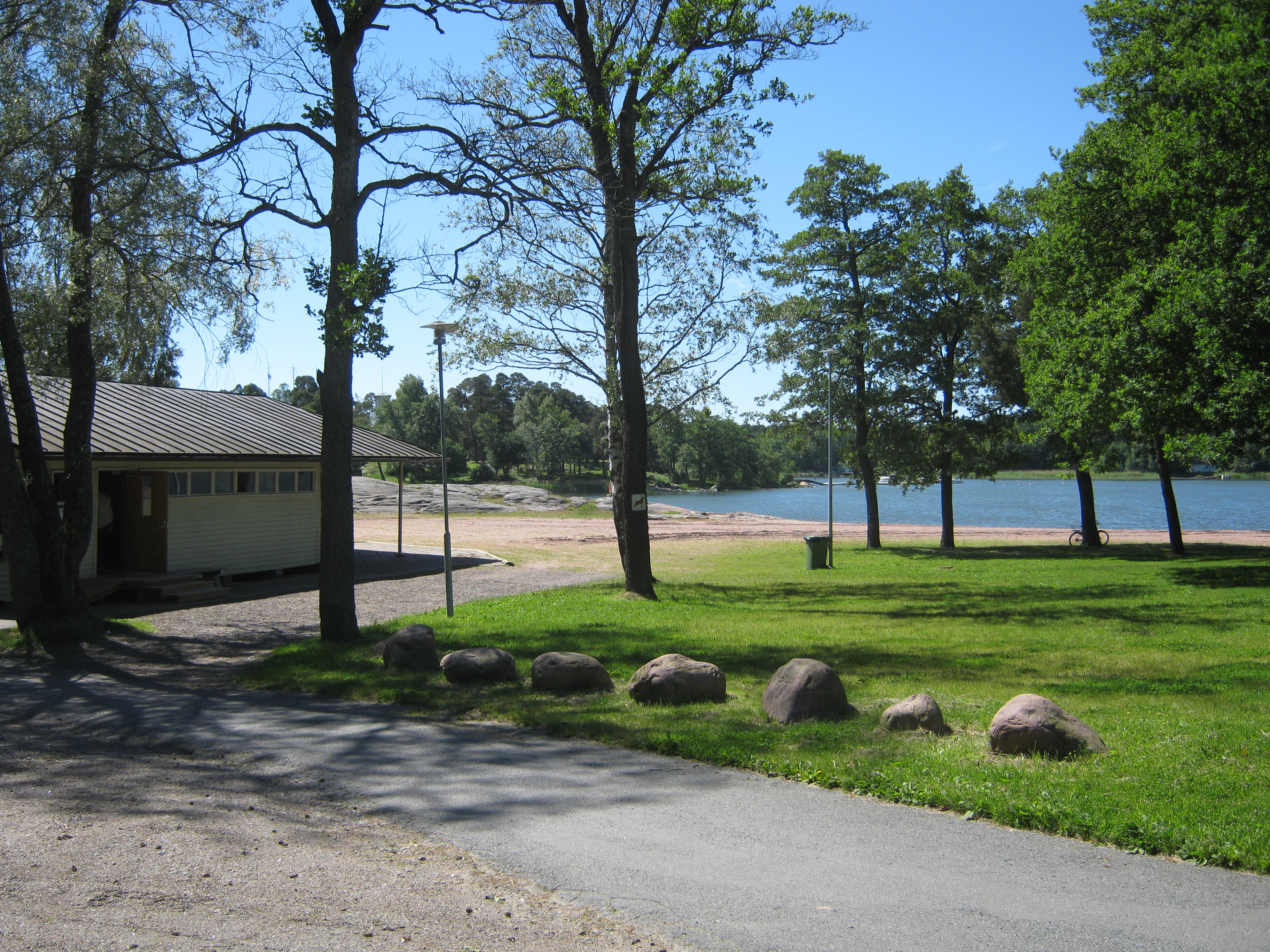
La plage d'Otanlahti.
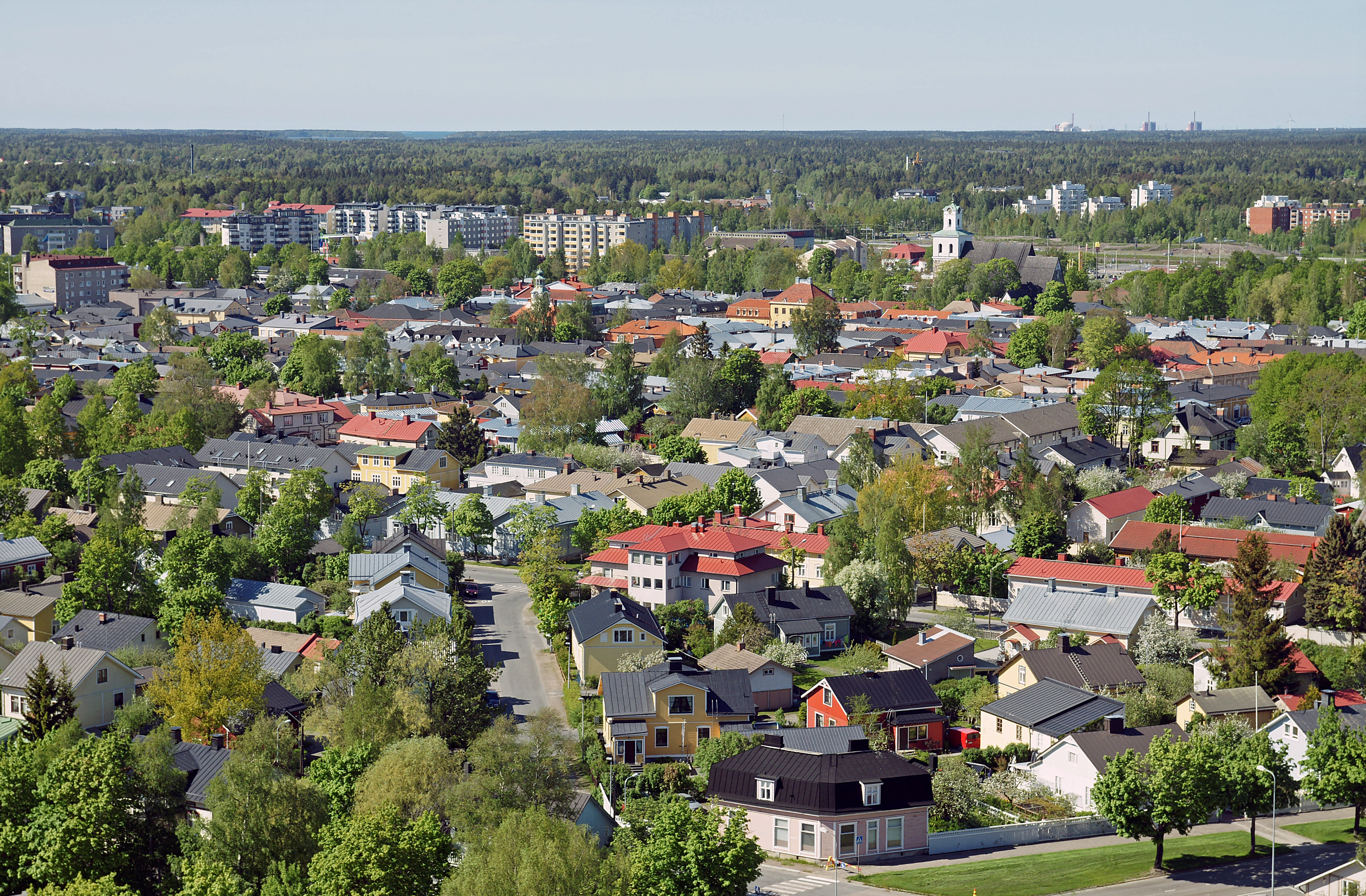
Rauma vue du château d'eau.
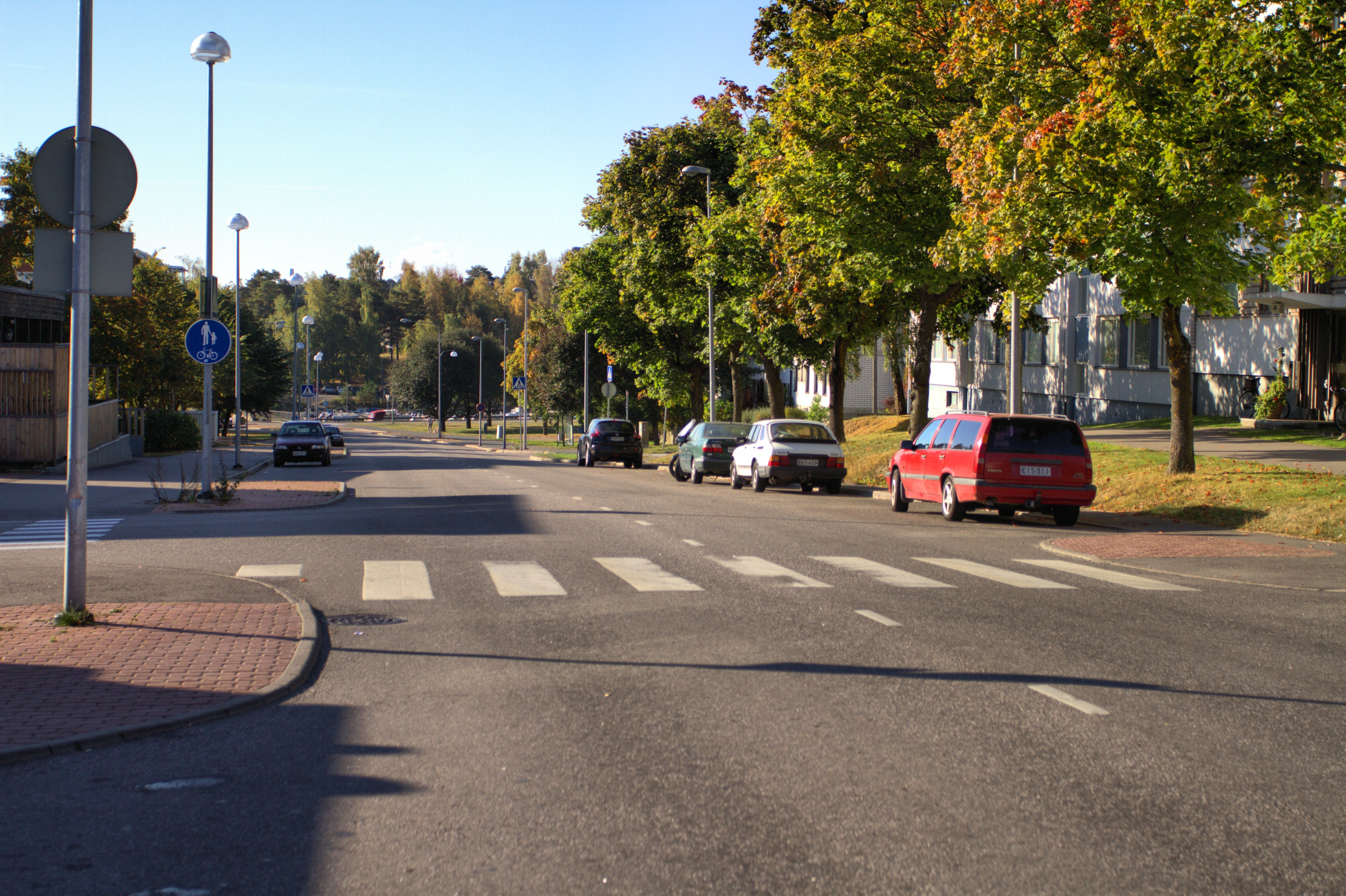
La rue Lahdenkatu.
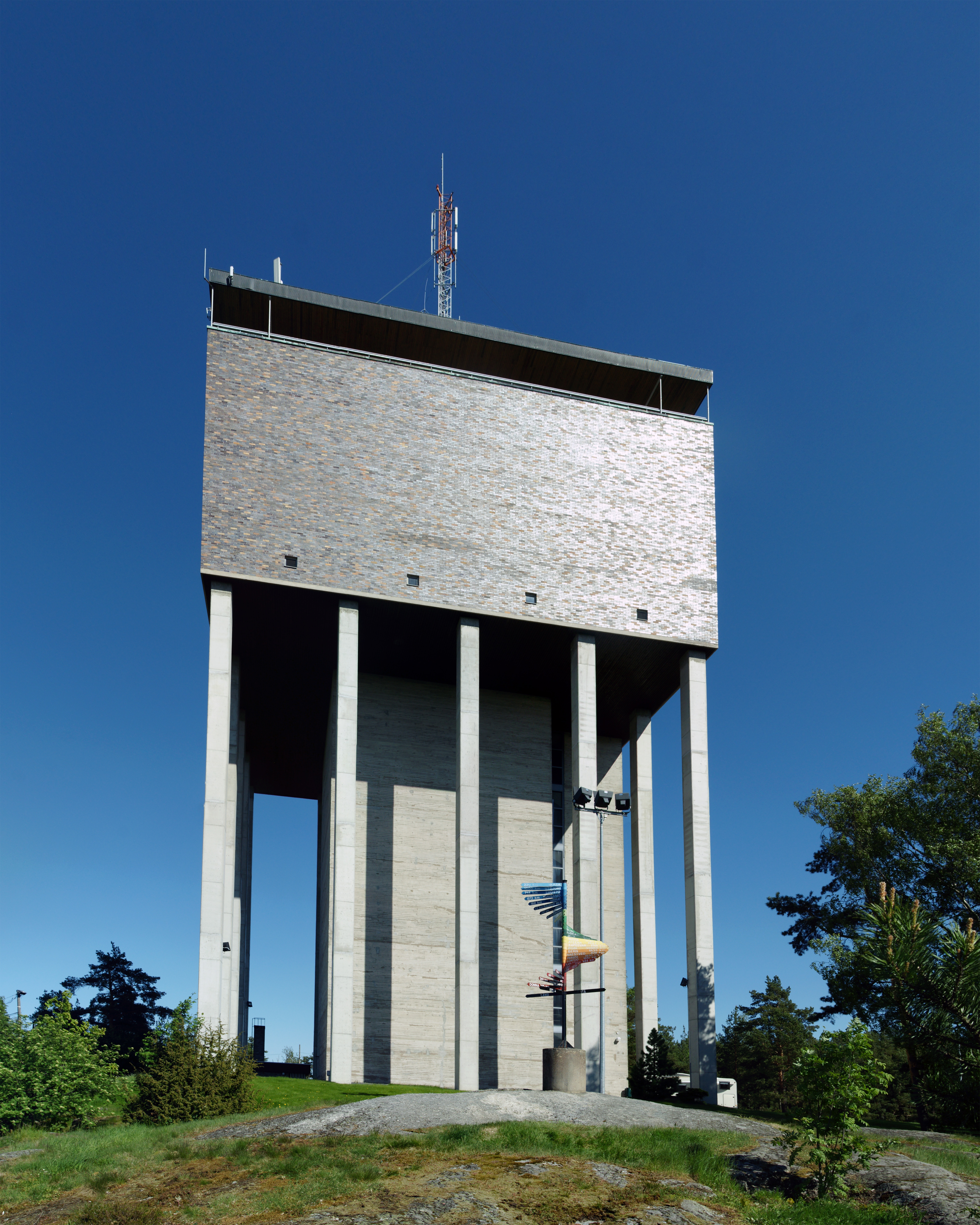
Le château d'eau.
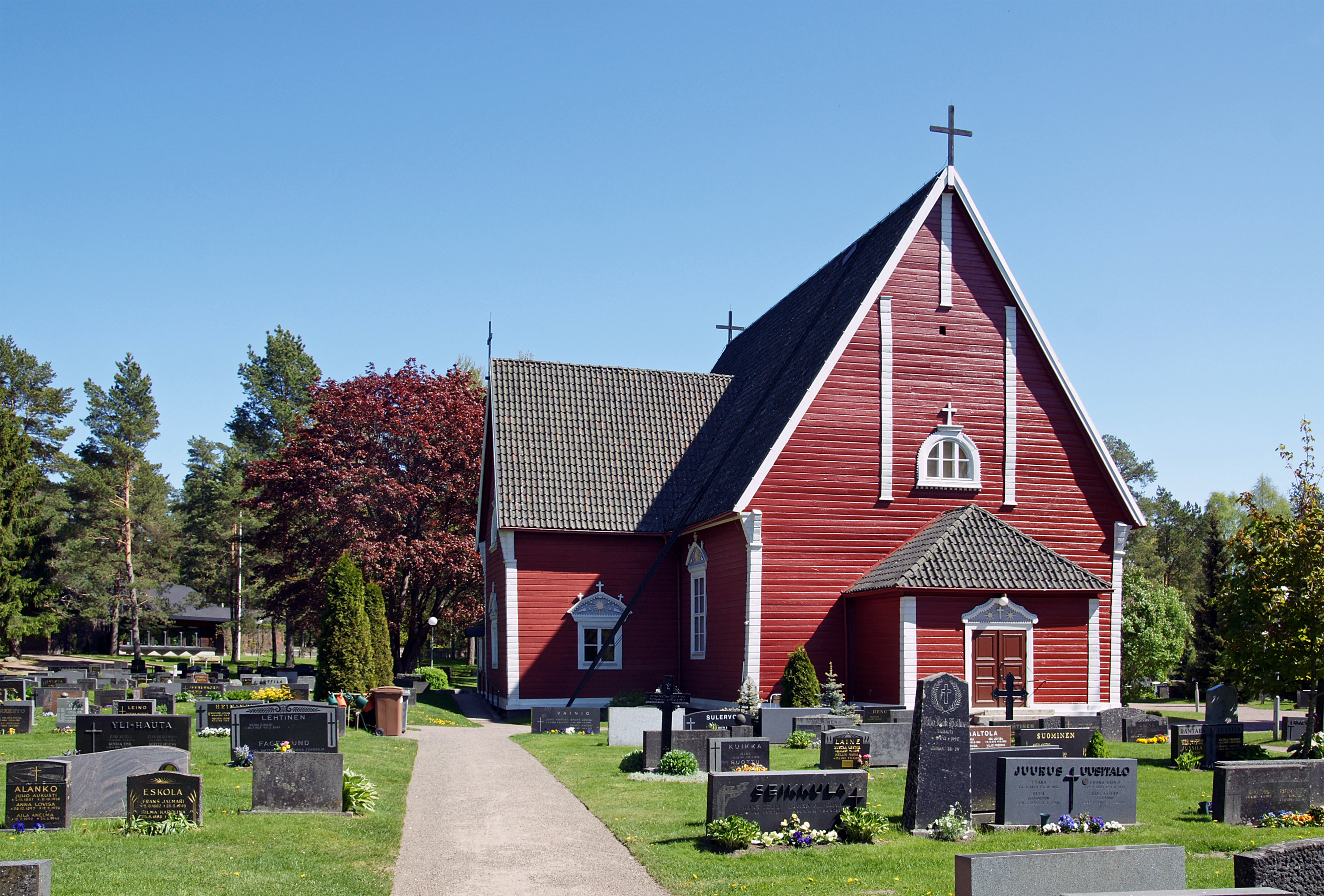
L'église de Lappi
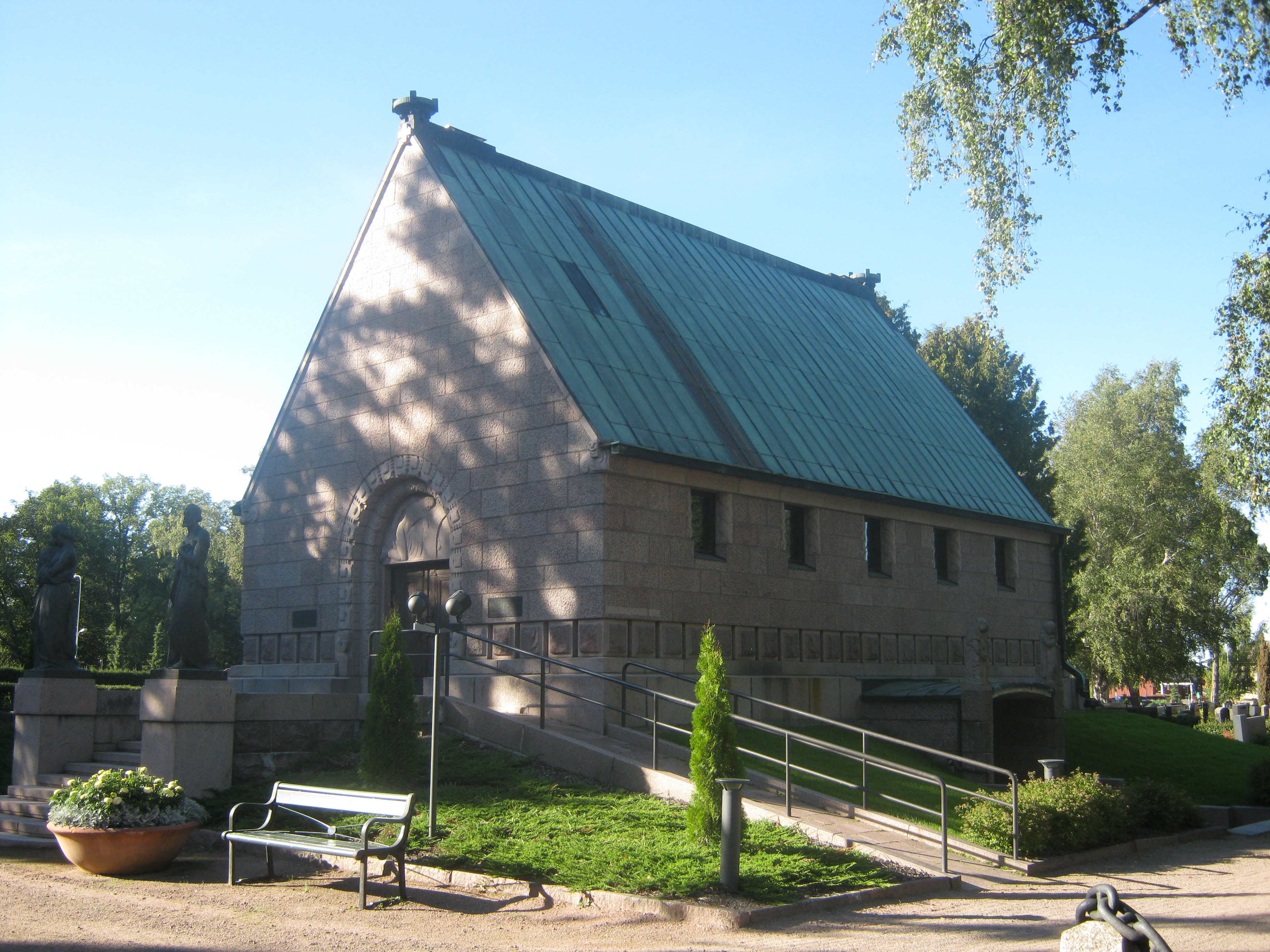
La chapelle Alfred Kordelin.
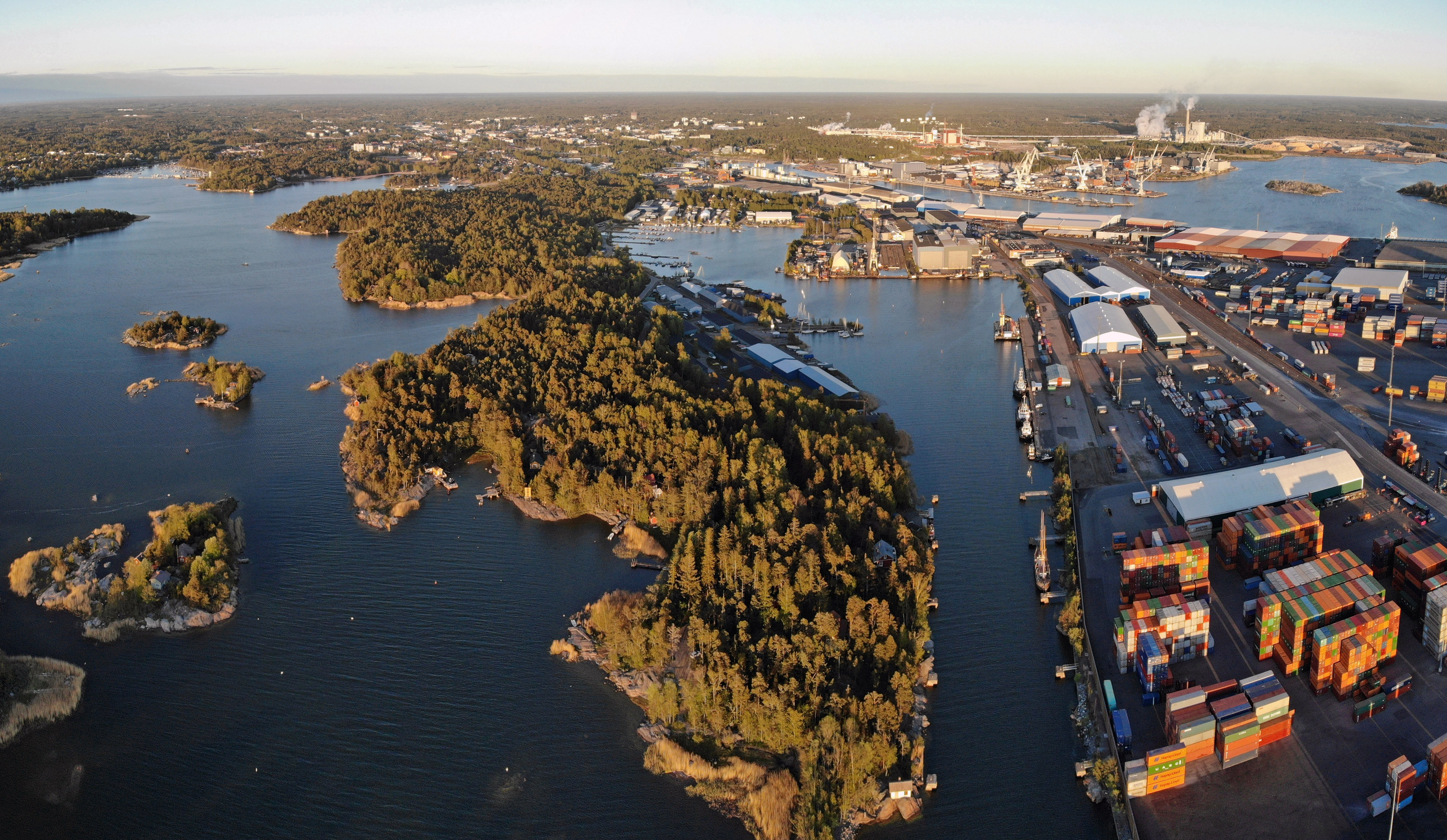
Le port de Rauma.
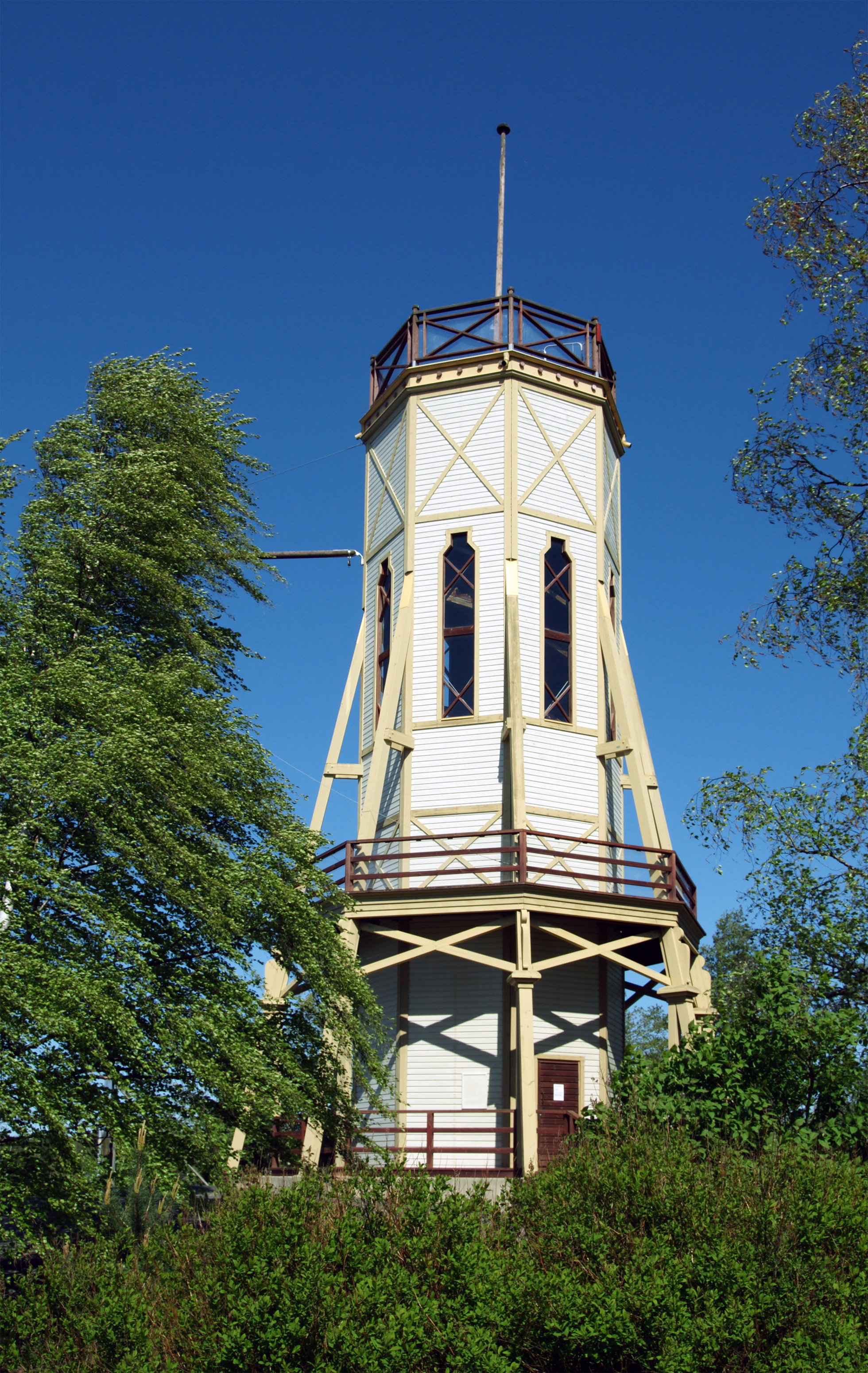
La tour Kiikartorni.
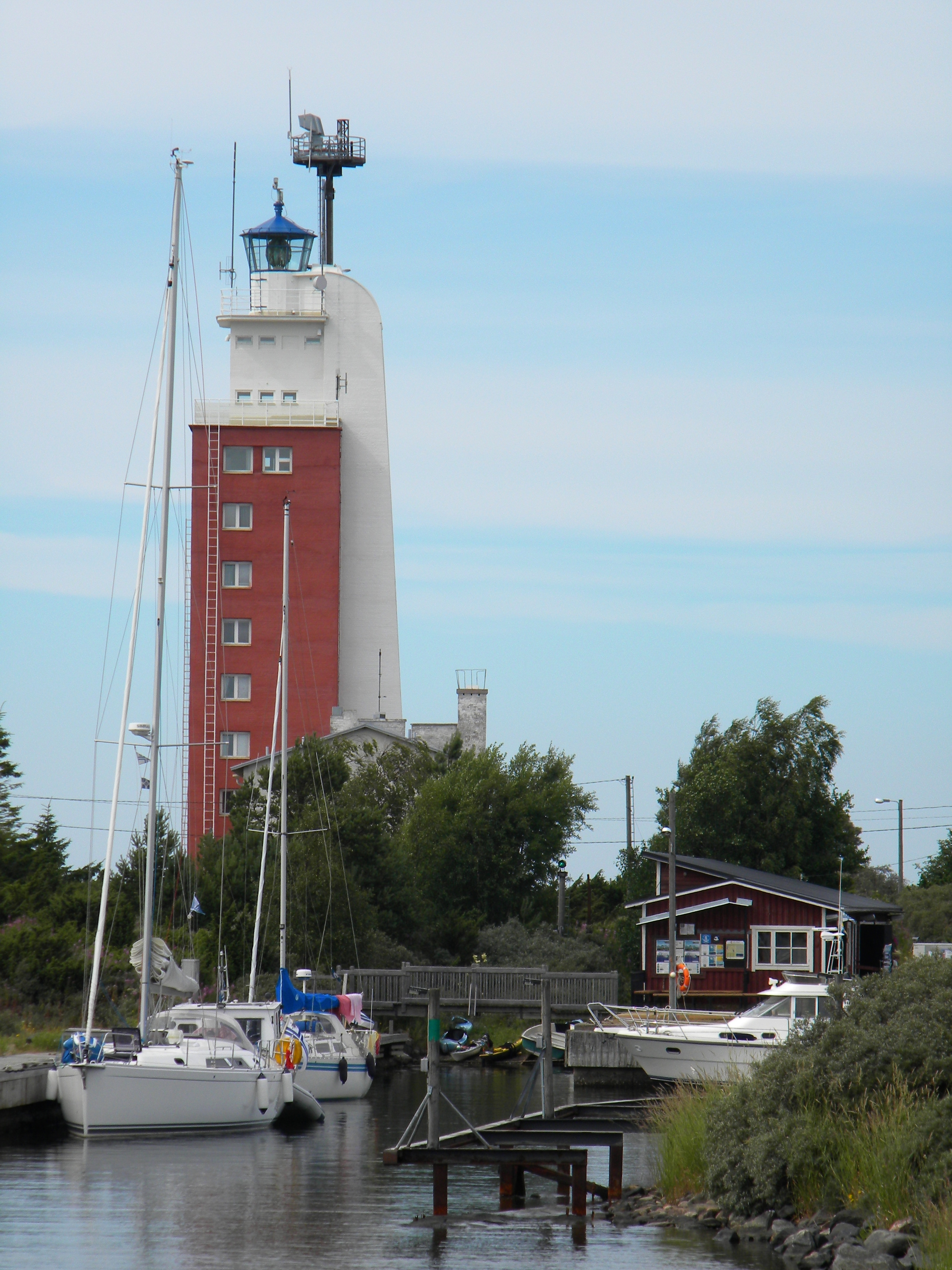
le phare de Kylmapihlaja.